# Pool Live Tour
Pool Live Tour je česká videohra z roku 2011. Vytvořilo ji studio Geewa. Původně byla hra určená pro Facebook, ale později vznikla i verze pro mobilní zařízení. Hra měla na Facebooku velký úspěch. V roce 2013 ji hrálo přes 10 miliónů lidí. Jedná se o kulečníkový simulátor.

## Hratelnost
Hráč v ní sází virtuální peníze (Pool coins) a snaží se porazit živého soupeře. Začíná se s 50 penězi. Pokud jich hráč nemá dostatek, obdrží zadarmo menší obnos. Celkový počet peněz, které hráč vyhrál celkově je vyjádřen počtem Winnings. Za dobré výsledky ve hře lze obdržet trofeje. Za peníze lze koupit nová tága. Každý druh tága se liší životností a vlastnostmi. Za určitý počet Winnings se hráči zpřístupní nový level. Každý level se liší velikostí stolu, pravidly a jinými dalšími vlastnostmi.